# Elachyophtalma tricolor
Elachyophtalma tricolor är en fjärilsart som beskrevs av Felder 1861. Elachyophtalma tricolor ingår i släktet Elachyophtalma och familjen silkesspinnare. Inga underarter finns listade i Catalogue of Life.